# Pajzov
Pajzov je vesnice, součást (základní sídelní jednotka) obce Vejvanov v okrese Rokycany v Plzeňském kraji.

## Pamětihodnosti
- Zaniklý hrad na Babské skále
- Sluneční hodiny na domě čp. 90

## Galerie

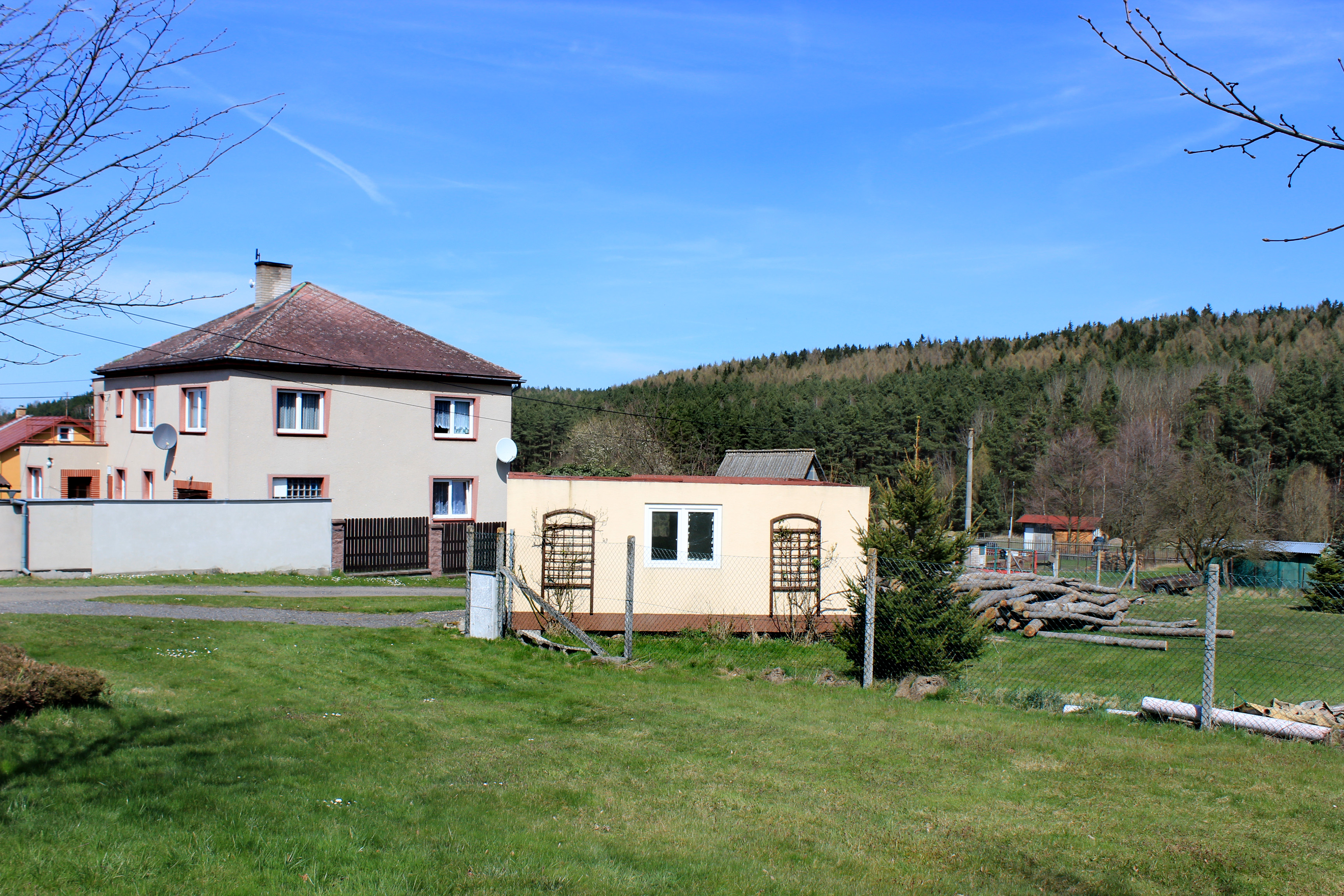
Dům čp. 99
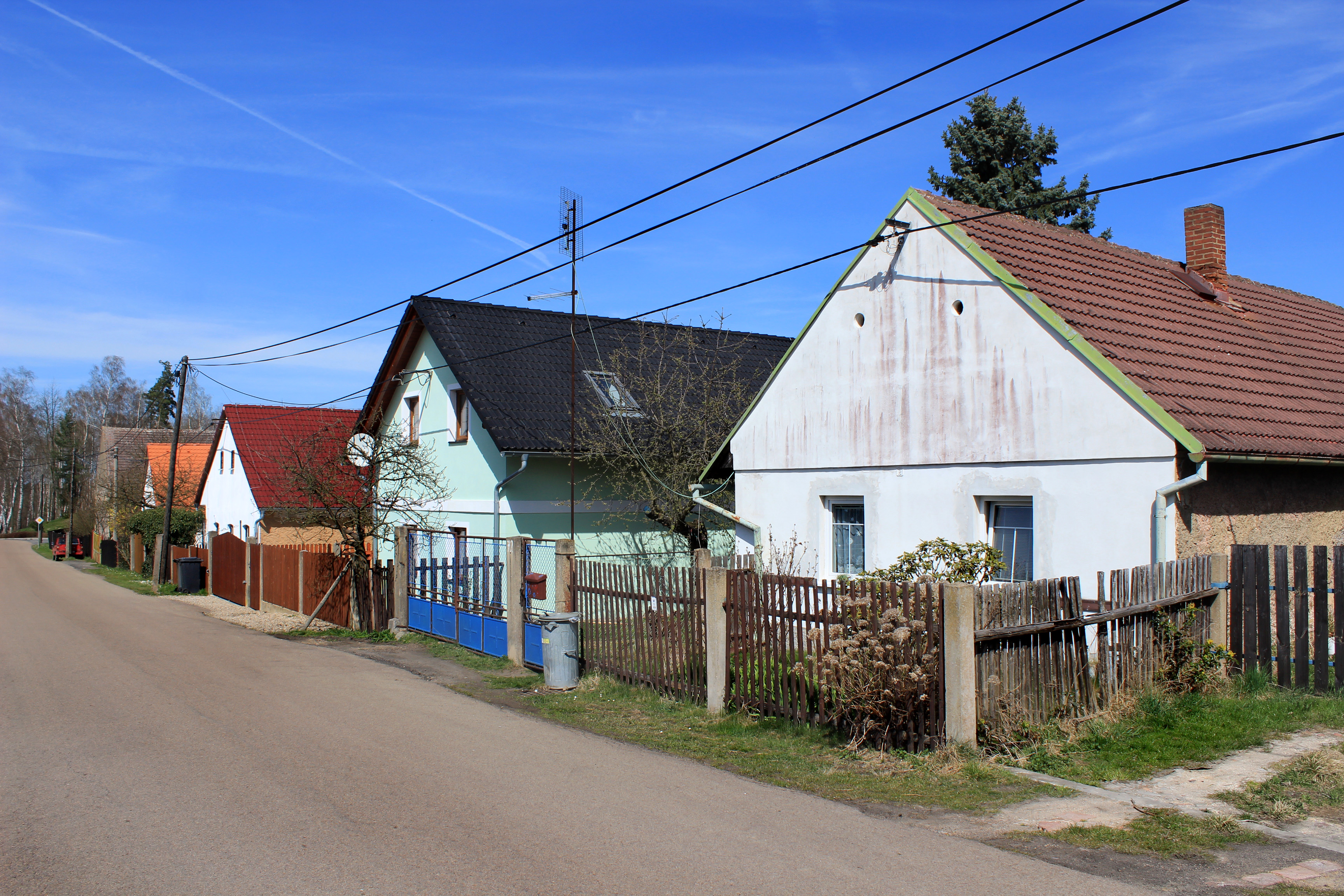
Severní část vesnice